# シチズンフォー スノーデンの暴露
『シチズンフォー スノーデンの暴露』（シチズンフォー スノーデンのばくろ、原題：Citizenfour）は、2014年のアメリカ合衆国・ドイツ合作のドキュメンタリー映画。
米国の政府機関で働いたエドワード・スノーデンが、アメリカ政府による国民のプライバシーを侵害しているスパイ行為を告発した事件に迫ったドキュメンタリー映画。第87回アカデミー賞長編ドキュメンタリー賞を受賞した。

## 出演
- エドワード・スノーデン
- グレン・グリーンウォルド
- ローラ・ポイトラス
- ウィリアム・ビニー
- ジェイコブ・アッペルバウム
- ユーウェン・マカスキル
- ジェレミー・スケイヒル

## スタッフ
- 監督・脚本：ローラ・ポイトラス
- 製作総指揮：スティーヴン・ソダーバーグ
- エグゼクティブ・プロデューサー：ジェフ・スコール、ダイアン・ワイアーマン、デイヴィット・メンシェル、トム・クィン、シーラ・ネヴィンス
- 製作：ダーク・ウィルツキー
- プロデューサー：ローラ・ポイトラス、マチルダ・ボネフォイ
- 撮影：ローラ・ポイトラス、クリステン・ジョンソン、ケイティ・スコッギン、トレヴァー・パグレン
- 編集：マチルダ・ボネフォイ